# Marie Proksch
Marie Proksch (* 1836 in Prag; † 17. Mai 1900 ebenda) war eine böhmische Pianistin und Komponistin.
Sie wurde als Tochter des Pianisten und Musikpädagogen Josef Proksch geboren. Ihre Ausbildung erfolgte durch ihren Vater. Auf einer Tournee 1856/57, zu der auch ein mehrmonatiger Aufenthalt in Paris gehörte, wurde sie als Konzertpianistin bekannt. Nach dem Tod ihres Vaters (1864) übernahm sie zunächst zusammen mit ihrem Bruder Theodor Proksch die Leitung der von ihrem Vater gegründeten „Musikbildungsanstalt“ in Prag, die sie nach dem Tod ihres Bruders 1876 allein leitete. Marie Proksch komponierte selbst auch Stücke für Klavier. Bedřich Smetana, ebenfalls Schüler ihres Vaters, widmete ihr 1862 die Nr. 6 seiner Albumblätter.